# پی. جی. اکسلسون
پی. جی. اکسلسون (انگلیسی: P. J. Axelsson؛ زادهٔ ۲۶ فوریهٔ ۱۹۷۵) بازیکن هاکی روی یخ اهل سوئد بود.